# Tachytrechus abdominalis
Tachytrechus abdominalis är en tvåvingeart som först beskrevs av Aldrich 1902.  Tachytrechus abdominalis ingår i släktet Tachytrechus och familjen styltflugor. Inga underarter finns listade i Catalogue of Life.